# Noi
Noi, hay còn gọi là ươi, bần giác, tên khoa học Oligoceras eberhardtii, là một loài thực vật có hoa trong họ Đại kích. Loài này được Gagnep. mô tả khoa học đầu tiên năm 1924 sau đó công bố năm 1925.